# 黃帶新東洋鰃
黃帶新東洋鰃，又名黃帶金鱗魚、黃帶新東洋鰃，為輻鰭魚綱金眼鯛目金鱗魚亞目金鱗魚科的其中一種，分布於印度太平洋區，從東非至法屬波里尼西亞，北從日本，南至澳洲海域，棲息深度30-160公尺，體長可達25公分，棲息在外海礁坡。

## 擴展閱讀
維基物種上的相關：黃帶新東洋鰃